# Вилланова-Маркезана

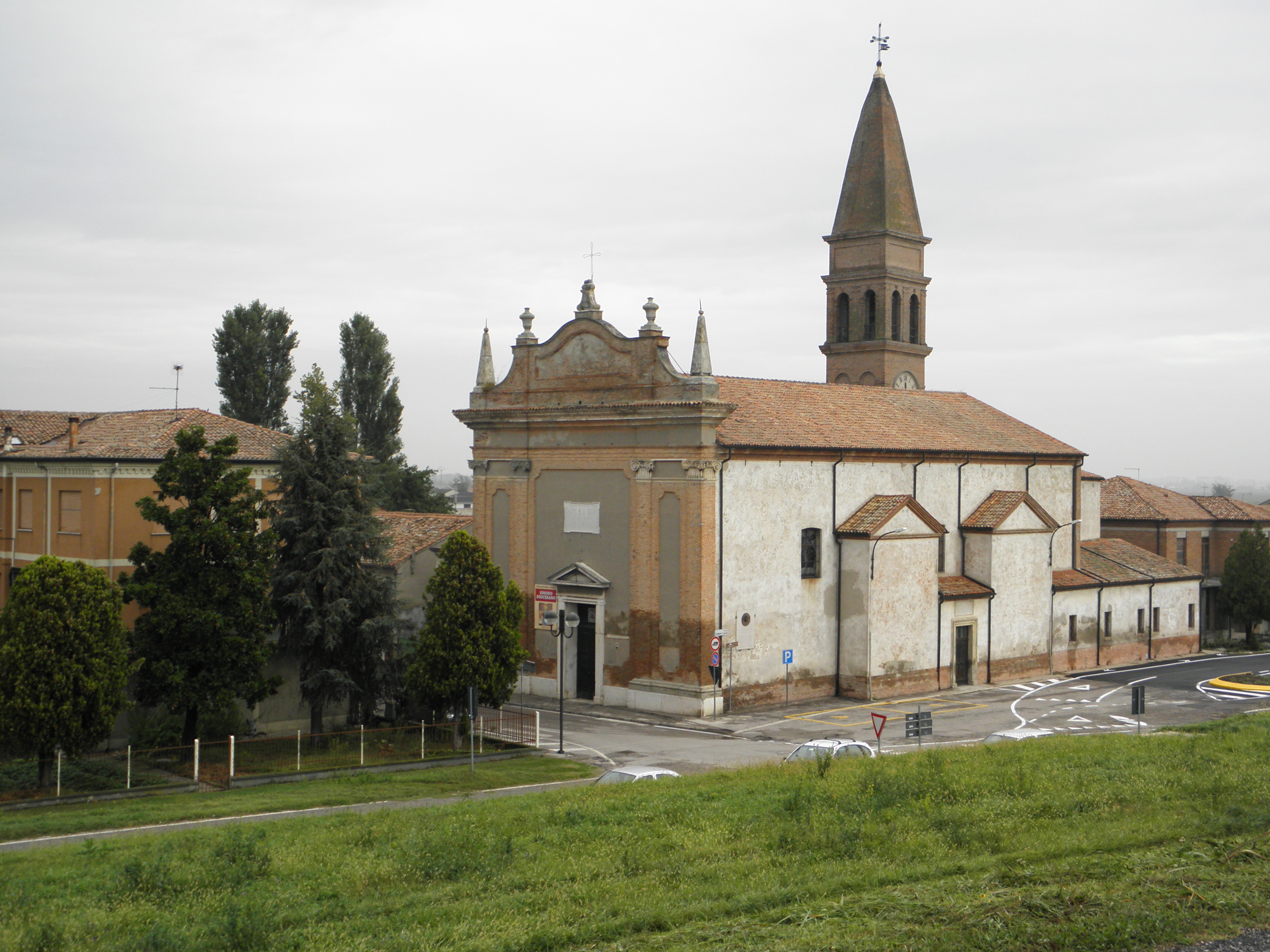
Приходская церковь Успения Пресвятой Богородицы, вид с набережной реки По

Вилланова-Маркезана (итал. Villanova Marchesana) — коммуна в Италии, располагается в провинции Ровиго области Венеция.
Население составляет 1046 человек (2008 г.), плотность населения составляет 57 чел./км². Занимает площадь 18 км². Почтовый индекс — 45030. Телефонный код — 0425.
В коммуне 15 августа особо празднуется Успение Пресвятой Богородицы.

## Демография
Динамика населения:

## Администрация коммуны
- Официальный сайт: